# Superserien 2016
Superserien 2016 var Sveriges högsta division i amerikansk fotboll för herrar säsongen 2016. Serien spelades 8 april–23 juni och vanns av Carlstad Crusaders. Den minskades med två lag jämfört med föregående säsong. Kristianstad Predators och Västerås Roedeers bedömdes inte uppfylla kraven. Lagen mötte fyra av de andra lagen i dubbelmöten hemma och borta och de övriga två i enkelmöten. Vinst gav 2 poäng, oavgjort 1 poäng och förlust 0 poäng.
De fyra bäst placerade lagen gick vidare till slutspel. SM-slutspelet spelades 2–9 juli och vanns av Carlstad Crusaders.

## Tabell
| Nr | Lag                      | S  | V  | O | F | GP  | IP  | PS   | P  |
| -- | ------------------------ | -- | -- | - | - | --- | --- | ---- | -- |
| 1  | Carlstad Crusaders (RM)  | 10 | 10 | 0 | 0 | 508 | 176 | +332 | 20 |
| 2  | Örebro Black Knights     | 10 | 7  | 0 | 3 | 355 | 148 | +207 | 14 |
| 3  | Uppsala 86ers            | 10 | 6  | 0 | 4 | 284 | 272 | +12  | 12 |
| 4  | Tyresö Royal Crowns (RL) | 10 | 5  | 0 | 5 | 262 | 277 | −15  | 10 |
| 5  | Limhamn Griffins         | 10 | 4  | 0 | 6 | 180 | 345 | −165 | 8  |
| 6  | Stockholm Mean Machines  | 10 | 2  | 0 | 8 | 139 | 365 | −226 | 4  |
| 7  | STU Northside Bulls*     | 10 | 1  | 0 | 9 | 202 | 347 | −145 | 2  |

Färgkoder:
|      | – Kvalificerad för mästerskapsslutspel      |
|      | – Nedflyttad till division 1                |
| (RL) | – Regerande ligamästare (seriesegrare)      |
| (RM) | – Regerande svenska mästare                 |
| *    | – Nedflyttad efter säsongen på egen begäran |

## Matchresultat
| Hemma \ Borta           | CC    | LG    | SMM   | STU   | TRC   | U86   | ÖBK   |
| Carlstad Crusaders      | —     | 47–26 | —     | 56–6  | 49–27 | 61–12 | 40–7  |
| Limhamn Griffins        | —     | —     | 34–30 | 23–19 | 13–50 | 7–6   | 6–42  |
| Stockholm Mean Machines | 21–67 | 14–24 | —     | 30–28 | —     | 7–46  | 7–42  |
| STU Northside Bulls     | 17–53 | 29–24 | 14–17 | —     | 32–35 | —     | 12–34 |
| Tyresö Royal Crowns     | 6–41  | —     | 36–0  | 34–14 | —     | 17–42 | 15–8  |
| Uppsala 86ers           | 20–59 | 53–23 | 20–7  | 41–31 | 31–28 | —     | —     |
| Örebro Black Knights    | 34–35 | 55–0  | 54–6  | —     | 47–14 | 32–13 | —     |

## Slutspel

### Semifinaler
|       | 2 juli 2016 | Carlstad Crusaders | 24 – 21              | Tyresö Royal Crowns | Tingvalla IP                    |                                 |
| 12:00 | 12:00       |                    | (7 – 7) Matchrapport |                     | Publik: 912 Domare: M Davidsson | Publik: 912 Domare: M Davidsson |
| 12:00 | 12:00       |                    |                      |                     | Publik: 912 Domare: M Davidsson | Publik: 912 Domare: M Davidsson |
| 12:00 | 12:00       |                    |                      |                     | Publik: 912 Domare: M Davidsson | Publik: 912 Domare: M Davidsson |

|       | 3 juli 2016 | Örebro Black Knights | 9 – 21               | Uppsala 86ers | Behrn Arena   |               |
| 15:30 | 15:30       |                      | (6 – 6) Matchrapport |               | Publik: 1 573 | Publik: 1 573 |
| 15:30 | 15:30       |                      |                      |               | Publik: 1 573 | Publik: 1 573 |
| 15:30 | 15:30       |                      |                      |               | Publik: 1 573 | Publik: 1 573 |

### SM-final
|       | 9 juli 2016 | Carlstad Crusaders | 34 – 22               | Uppsala 86ers | Stockholms stadion  |                     |
| 18:30 | 18:30       |                    | (17 – 2) Matchrapport |               | Domare: M Davidsson | Domare: M Davidsson |
| 18:30 | 18:30       |                    |                       |               | Domare: M Davidsson | Domare: M Davidsson |
| 18:30 | 18:30       |                    |                       |               | Domare: M Davidsson | Domare: M Davidsson |